# Fermo megye
Fermo Olaszország Marche régiójának egyik megyéje. Székhelye Fermo város. A megyét 2004-ben alapították Ascoli Piceno megye feldarabolásával, de csak 2009-től hivatalos közigazgatási egység.

## Fekvése
A megye az Adriai-tengertől az Appenninek hegyláncáig tart. Fő folyója a Tenna, így területének nagy részét is a Tenna völgye teszi ki.

## Települései
- Altidona
- Amandola
- Belmonte Piceno
- Campofilone
- Falerone
- Fermo
- Francavilla d’Ete
- Grottazzolina
- Lapedona
- Magliano di Tenna
- Massa Fermana
- Monsampietro Morico
- Montappone
- Montefalcone Appennino
- Montefortino
- Monte Giberto
- Montegiorgio
- Montegranaro
- Monteleone di Fermo
- Montelparo
- Monte Rinaldo
- Monterubbiano
- Monte San Pietrangeli
- Monte Urano
- Monte Vidon Combatte
- Monte Vidon Corrado
- Montottone
- Moresco
- Ortezzano
- Pedaso
- Petritoli
- Ponzano di Fermo
- Porto San Giorgio
- Porto Sant’Elpidio
- Rapagnano
- Santa Vittoria in Matenano
- Sant’Elpidio a Mare
- Servigliano
- Smerillo
- Torre San Patrizio

## Fő látnivalók
Települései közül Falerone az egyik legfontosabb, megmaradt római kori színházával, hangulatos városközpontjával.